# Vensterglasschelp
De vensterglasschelp (Theora lubrica) is een tweekleppigensoort uit de familie van de Semelidae. De wetenschappelijke naam van de soort is voor het eerst geldig gepubliceerd in 1861 door Gould.

## Beschrijving
De vensterglasschelp heeft een flinterdunne, bijna transparante schaal. Deze soort is moddertolerant en leeft in zacht sediment van het subtidaal en lagere intergetijdengebieden, tot zo’n honderd meter diep. De soort lijkt op de glanzende dunschaal uit de Noordzee, maar in tegenstelling tot die soort zit aan de binnenzijde van de vensterglasschelp een duidelijke schuin verlopende, dwarsgeplaatste ribbel; deze is vanwege de dunne schelp ook vanaf de buitenzijde zichtbaar.

## Verspreiding
De vensterglasschelp is een klein tweekleppig weekdier dat inheems is in de noordwestelijke Stille Oceaan, van Zuid-Rusland en Noord-Japan tot de Zuid-Chinese Zee bij Hongkong. De soort is geïntroduceerd in Californië, Australië, Nieuw-Zeeland, de Middellandse Zee en de Atlantische kust van Spanje. De vensterglasschelp komt meestal voor in zachte, modderige subtidale of lagere intergetijdesedimenten, rijk aan organisch materiaal. Vanwege zijn frequente dominantie in sterk vervuilde sedimenten wordt het beschouwd als een indicator voor vervuiling. Uit onderzoek bleek dat de vensterglasschelp zeker al sinds 2003 in Nederland voorkomt.